# Ahmed an-Nami
Ahmed bin Abdullah an-Nami (arabiska: احمد النعمي, ibland transkriberat som al-Nami, al-Nawi eller Alnami), tros av FBI vara en av kaparna på United Airlines Flight 93 som havererade på ett fält i Shanksville i Pennsylvania den 11 september 2001.

## Biografi
I likhet med Abdulaziz al-Omari, Wail al-Shehri, Waleed al-Shehri och Mohand al-Shehri, som också anklagats för terrorattackerna den elfte september 2001, föddes även an-Nami i Asir-provinsen i Saudiarabien.  